# Hercule III de Modène
Pour les articles homonymes, voir Hercule (homonymie).
Hercule III de Modène (en italien Ercole Rinaldo d'Este), né le 22 novembre 1727 à Modène et mort le 14 octobre 1803 à Trévise, fut le 13e duc de Modène (1780), sous le nom d'Hercule III, et, par son mariage, duc-consort de Massa et de Carrare.

## Biographie

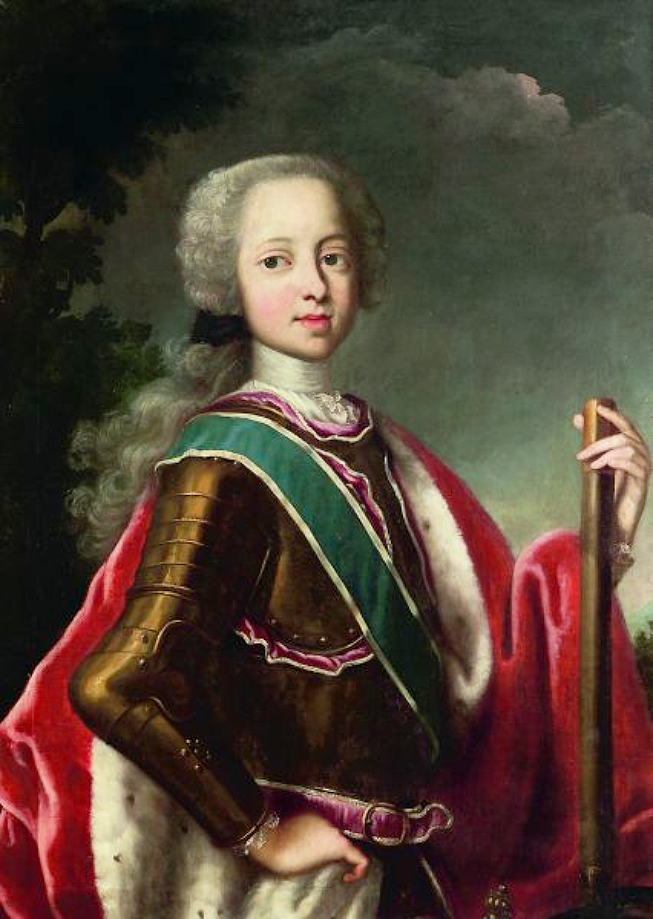
Portrait présumé du jeune Hercule-Renaud d'Este.

### Politique matrimoniale
Hercule-Renaud est le fils du duc François III et de Charlotte-Aglaé d'Orléans, fille du défunt régent de France.
La duchesse de Modène étant retournée en France, profita de son statut de princesse du sang pour marier deux de ses filles à des membres de la famille royale, unions inespérées pour des princesses de Modène.
Hercule Renaud d'Este épouse à 14 ans en 1741 Marie-Thérèse Cybo-Malaspina, duchesse de Massa et Carrare qui en a 16. Cette union donne au duché de Modène un accès à la mer Méditerranée. 
Ils ont un fils qui meurt au berceau en 1753 et une fille, Marie-Béatrice d'Este (1750–1829), titrée princesse de Modène et duchesse de Massa. Bien que leur fille soit un temps recherchée par le duc de Parme dont les terres jouxtent celles du duché de Modène, très tôt, ils fiancent leur fille et héritière à l'archiduc Charles, fils de l'empereur François Ier, également grand-duc de Toscane pays limitrophe de ses duchés, et de l'impératrice Marie-Thérèse. Le jeune homme étant mort prématurément en 1761, c'est son frère Ferdinand, de quatre ans plus jeune que Marie-Béatrice, qui épouse la jeune femme en 1771 et donne naissance à la branche de Modène (ou d'Este) de la maison impériale.

### Le tourmente révolutionnaire
Hercule-Renaud succède à son père comme duc de Modène et Reggio en 1780 sous le nom d'Hercule III. Amateur d’art éclairé et collectionneur passionné, il abdique en 1796 devant l'avancée de l'armée d'Italie et se rend à Venise, où il a fait transférer ses collections puis à Trévise. Les duchés sont incorporés dans la République cisalpine constituée sous la tutelle française et la maison d'Este est déchue de sa souveraineté par le traité de Campo-Formio en 1797 mais reçoit en compensation le Brisgau où il ne met jamais les pieds. Après la mort de la duchesse, il épouse sa maîtresse dont il a eu un fils en 1770.
Hercule III est le grand-père de l'impératrice Marie-Louise épouse de François Ier d'Autriche et âme de la résistance autrichienne.